# Mário Coluna
Mário Esteves Coluna (ur. 6 sierpnia 1935 w Inhace, zm. 25 lutego 2014 w Maputo) – mozambicki piłkarz, pomocnik grający w reprezentacji Portugalii. Brązowy medalista MŚ 66. Także polityk.
W Mozambiku grał w Desportivo z rodzinnego miasta. W 1954 wyjechał do Portugalii i podpisał kontrakt z SL Benfiką, gdzie grał do 1970. W tym czasie dziesięciokrotnie zostawał mistrzem Portugalii, dwukrotnie triumfował w Pucharze Europy (1961 i 1962), a w finale tych rozgrywek wystąpił jeszcze trzy razy. Obdarzano go przydomkiem O Monstro Sagrado, uchodził za przywódcę zespołu, obdarzony był mocnym strzałem. Karierę kończył w Olympique Lyon (1970–1972).
W kadrze Portugalii zagrał 57 razy i strzelił 8 bramek. Debiutował 4 maja 1955 w meczu ze Szkocją, ostatni raz zagrał w 1968. Podczas MŚ 66 był kapitanem zespołu.
Po uzyskaniu przez Mozambik niepodległości prowadził reprezentację tego kraju. Był także prezesem federacji piłkarskiej, a w latach 90. pełnił funkcję ministra sportu.